# 变叶胡椒
变叶胡椒（学名：Piper mutabile）是胡椒科胡椒属的植物。分布在越南以及中国大陆的广西、广东等地，生长于海拔400米至600米的地区，多生长于山坡及山谷水旁疏林中，目前尚未由人工引种栽培。